# Vilassar de Dalt
Vilassar de Dalt er en catalansk by og kommune i Maresme regionen  i Provinsen Barcelona i det nordøstlige Spanien. Byen har 9.281(2024) indbyggere, og et areal på 8.92 km². Navnet har sin oprindelse i den romerske Villa Azari.
Den er beliggende mellem byerne Vilassar de Mar, Cabrils, Òrrius og Vallès Oriental, som ligger omkring tolv kilometer fra Mataró, hovedstaden i regionen.